# Фрідріх Горст
Фрідріх Горст (нім. Friedrich Horst; 12 квітня 1917, Ріу-Гранді, Бразилія — 1 квітня 1975, Гамбург, ФРН) — німецький офіцер-підводник, оберлейтенант-цур-зее резерву крігсмаріне (1 квітня 1944).

## Біографія
В листопаді 1939 року вступив на флот. В січні-червні 1941 року пройшов курс підводника. З червня 1941 року — вахтовий офіцер на підводному човні U-11, з серпня 1942 року — 2-й, з серпня 1943 року — 1-й вахтовий офіцер на U-565. З грудня 1943 по січень 1944 року пройшов курс командира човна. З 23 лютого 1944 по 5 травня 1945 року — командир U-121.